# Artur
Artur wymowaⓘ – imię męskie pochodzenia celtyckiego. Powstało ze złożenia dwóch wyrazów wywodzących się z języków celtyckich: Art – niedźwiedź, ur – młody, piękny, kwitnący. Podstawę imienia może także stanowić celtyckie słowo ard – wysoki, szlachetny.
W wielu polskich kalendarzach umieszczono imieniny Artura pod datą 6 października, jakkolwiek w rzeczywistości jest to wspomnienie św. Artalda (Artolda). W martyrologium rzymskim wspomnienie św. Artura, mnicha benedyktyńskiego, figuruje pod datą 15 listopada. Patronami imienia są także bł. Artur Bell (wspomnienie 11 grudnia) i Artur Ayala (męczennik hiszpański).

## Odpowiedniki w innych językach
- angielski: Arthur, Artur
- asturyjski: Arturu
- albański: Arthur
- azerski: Artur
- baskijski: Artur, Artza
- bretoński: Arthur
- bułgarski: Артур (Artur)
- chorwacki: Artur
- chiński: 阿瑟
- czeski: Artur, Artuš
- duński: Arthur
- esperanto: Arturo[3]
- estoński: Artur
- fiński: Arttu
- francuski: Arthur, Arturo, Artois
- filipiński: Arthur
- tajski: อาร์เธอร์
- galicyjski: Artur
- grecki: Αρθούρος (Arthoúros)
- gruziński: Arthur
- hebrajski: ארתור (Artur)
- hiszpański: Arturo
- holenderski: Arthur
- islandzki: Arthur
- litewski: Artūras
- łotewski: Arturs
- ormiański: Արթուր
- łaciński: Arthulus, Artur
- niemiecki: Artur, Arthur
- norweski: Artur, Arthur
- malajski: Arthur
- portugalski: Artur, Arthur
- rosyjski: Артур (Artur)[4]
- rumuński: Artur
- serbski: Артур (Artur)
- słowacki: Artúr
- słoweński: Artur
- szwedzki: Artur
- ukraiński: Артур
- wietnamski: Arthur
- walijski: Arthur
- węgierski: Artúr
- włoski: Arturo

## Osoby o imieniu Artur

### Święci i błogosławieni Kościoła katolickiego
- św. Artur z Glastonbury – benedyktyn (wspomnienie 15 listopada)
- bł. Artur Bell – angielski duchowny, męczennik czasów Reformacji (wspomnienie 11 grudnia)

### Nobliści
- Arthur Compton – amerykański fizyk
- Arthur Harden – angielski biochemik
- Arthur Kornberg – amerykański biochemik
- Arthur Schawlow – amerykański fizyk

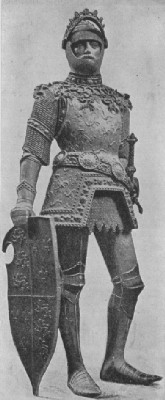
Statua Króla Artura

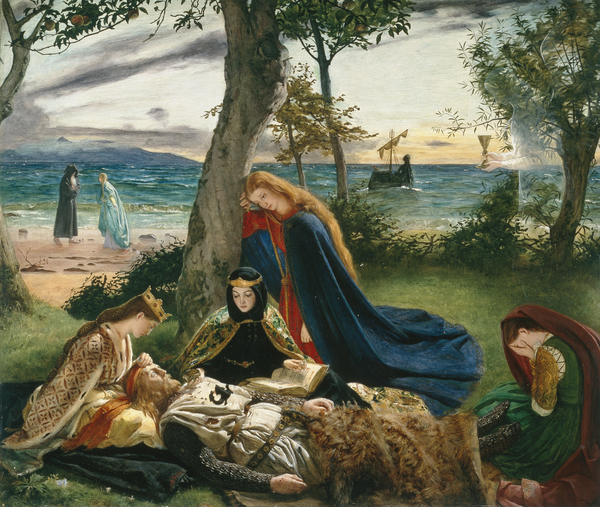
„Śmierć Króla Artura”

### Inne osoby
- Artur Andrus – artysta kabaretowy
- Artur Awejde – polski komisarz województwa augustowskiego w powstaniu styczniowym, nauczyciel.
- Artur Balazs – polski polityk
- Artur Barciś – polski aktor
- Artur Bodziacki – polski judoka
- Artur Boruc – polski piłkarz
- Arthur Cayley – angielski matematyk
- Artur Chamski – polski aktor i piosenkarz
- Arthur Neville Chamberlain – premier Wielkiej Brytanii
- Artur Cieciórski – zwycięzca 2 edycji polskiego You Can Dance
- Arthur C. Clarke – pisarz
- Zico – Arthur Antunes Coimbra – brazylijski piłkarz
- Arthur Conan Doyle – pisarz
- Artur Dziambor – polski polityk, nauczyciel i przedsiębiorca. W latach 2019–2023 poseł.
- Arthur Evans – brytyjski archeolog
- Artur Gadowski – lider zespołu IRA
- Artur Górski – krytyk literacki, redaktor
- Artur Górski – działacz polityczny
- Artur Grottger – polski malarz
- Artur Hajzer – polski alpinista i himalaista
- Arthur Harris – brytyjski marszałek lotnictwa
- Artur Hutnikiewicz – historyk literatury polskiej
- Artur Jędrzejczyk – polski piłkarz, reprezentant kraju
- Artur Kejza – polski judoka
- Artur Kłys – polski judoka
- Artur Krajewski – polski aktor
- Artur Krajewski – polski malarz
- Artur Kozioł – burmistrz Wieliczki
- Arturs Krišjānis Kariņš – premier Łotwy
- Artur Lamch – polski piłkarz
- Arttu Lappi – fiński skoczek narciarski
- Arturo Merzario – włoski kierowca Formuły 1
- Artur Noga – polski lekkoatleta, finalista olimpijski z Pekinu
- Artur Olech – polski bokser
- Artur Oppman – polski poeta okresu Młodej Polski
- Artur Orzech – dziennikarz muzyczny
- Artur Partyka – polski lekkoatleta
- Artur Pankratz – niemiecki działacz polityczny
- Artūras Paulauskas – polityk litewski
- Arthur Pauli – austriacki skoczek narciarski
- Arthur Penn – reżyser filmowy
- Arthur Rimbaud – poeta francuski
- Artur Rojek – lider zespołu Myslovitz
- Artur Rubinstein – polski pianista
- Arthur Saint-Léon – tancerz i choreograf francuski
- Artur Scherbius – inżynier niemiecki
- Artur Sowiński – polski sportowiec, zawodnik MMA
- Arthur Stanley Eddington – astrofizyk brytyjski
- Arthur Schopenhauer – filozof niemiecki
- Artur Szpilka – polski bokser
- Artur Szrejter – polski pisarz
- Arturo Toscanini – włoski dyrygent
- Artur Tudor, książę Walii, niedoszły król Anglii
- Artur Wichniarek – polski piłkarz
- Artur Wojdat – polski pływak
- Artur Zawisza – polityk
- Artur Zawisza ps. Czarny – uczestnik powstania listopadowego
- Artur Żmijewski – aktor
- George Orwell, właśc. Eric Arthur Blair

## Postacie literackie
- Król Artur bohater legend o rycerzach Okrągłego Stołu (XII/XIII w.)
- Artur Gonzalo w powieści Trans-Atlantyk (1953) Witolda Gombrowicza
- Friedrich Artur von Homburg z dramatu H. Kleista Książę Hamburga (1810)
- Artur Dimmesdale z powieści N. Hawthorne’a Szkarłatna litera (1850)
- Artur ze sztuki Tango S. Mrożka (1965)
- Artur Clennam z powieści Ch. Dickensa Mała Dorrit (1857)
- Artur Weasley z cyklu powieści o Harrym Potterze (1997–2007)

## Na ekranie
Losy króla Artura opisano w wielu filmach, a nawet w serialach animowanych tj:
- Rycerze Okrągłego Stołu w reż. R. Thorpe’a (1953) z Mel Ferrer.
- Rycerz króla Artura w reż. J. Zuckera (1995) – Sean Connery.
- Król Artur w reż. A. Fuqua (2004) – Clive Owen.
- ekranizacja Małej Dorrit  w reż. Ch. Edzarda (1988).
- Komedia romantyczna Artur w reż. Steve’a Gordona (1981). Film ten był nominowany do Oscara.
  - Artur – bajka amerykańsko-kanadyjska transmitowana w wielu krajach na świecie (1996).
  - Artur i Minimki – francusko-amerykański film animowany w reż. Luca Bessona (2006).